# Slidr Sulci
Gli Slidr Sulci sono una struttura geologica della superficie di Tritone.